# Chinameca (El Salvador)
Chinameca é um município localizado no departamento de San Miguel, em El Salvador.